# Visit Kingmanaw
Visit Kingmanaw (en tailandés: วิสิทธิ์ กิ่งมะนาว; 3 de febrero de 1989) es un deportista tailandés que compite en esgrima en silla de ruedas. Ganó una medalla de plata en los Juegos Paralímpicos de París 2024, en la prueba de espada individual (clase B).

## Palmarés internacional
| Juegos Paralímpicos | Juegos Paralímpicos | Juegos Paralímpicos | Juegos Paralímpicos |
| Año                 | Lugar               | Medalla             | Prueba              |
| ------------------- | ------------------- | ------------------- | ------------------- |
| 2024                | París (Francia)     | Medalla de plata    | Espada individual B |